# Pembaglasögonfågel
Pembaglasögonfågel (Zosterops vaughani) är en fågel i familjen glasögonfåglar inom ordningen tättingar.

## Utseende och levnadssätt
Pembaglasögonfågeln är en liten sångarlik tätting med spetsig näbb, Undersidan är bjärt gul och ryggen olivgul. På huvudet syns svart tygel och mycket smala vita "glasögon" runt ögonen. Vanligaste lätet är ett ljust och stigande skaller. Sången består av långa och gladlynta serier med visslade toner. Arten är den enda glasögonfågeln i sitt utbredningsområde.

## Utbredning och systematik
Fågeln förekommer endast på Pembaön utanför Tanzania. Den behandlas som monotypisk, det vill säga att den inte delas in i några underarter.

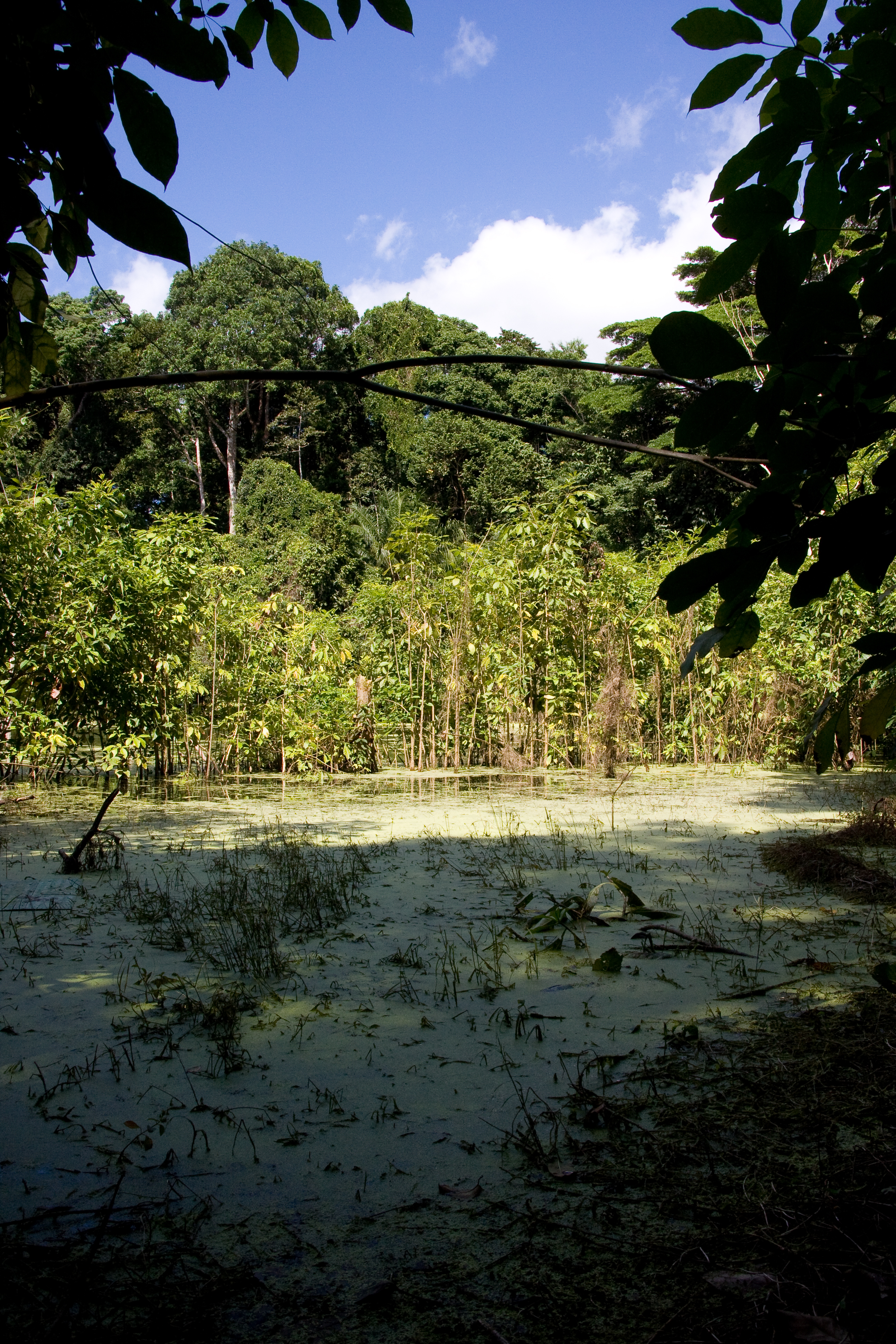
Pembaglasögonfågeln kan ses bland annat här i skogsreservatet Ngezi.

## Levnadssätt
Pembaglasögonfågeln hittas i nästan alla typer av miljöer, som trädgårdar, buskmarker, plantage, skogsområden och skogsbryn. Den ses vanligen i mycket aktiva flockar.

## Status
Fågeln har ett begränsat utbredningsområde, men beståndet tros vara stabilt. IUCN kategoriserar arten som livskraftig.

## Namn
Fågelns vetenskapliga artnamn hedrar John Henry Vaughan (1892–1965), ornitolog och engelsk advokat verksam på Zanzibar 1922-1929.